# سلطانة (مسلسل)
هو مسلسل درامي اجتماعي خيالي رومنسي وتشويقي، من إنتاج المركز العربي للإنتاج الإعلامي - الأردن عام 2008،  من إنتاج عدنان العوامله والمنتج التنفيذي طلال العوامله،  كتابة غسان نزال، إخراج إياد الخزوز، و بطولة قمر خلف.
يسلِّط المسلسل الضوء على التطورات الاجتماعية والسياسية التي شهدها الأردن منذ تأسيسه، والانتقال من نمط البداوة إلى النمطين الريفي والمدني و ما صاحبها من تحول في طبيعة الحياة في المجتمع.
يعتبر العمل مزيجاً بين أعمال السيرة الذاتية والتاريخ الاجتماعي، حيث يقدم ملامح شخصية الروائي الراحل غالب هلسة، الذي يعتبر أحد أهم أعلام الفكر والأدب في العالم العربي، من خلال الشخصية الرئيسية «جريس».

## قصة المسلسل
يجسد العمل التطورات الاجتماعية والسياسية التي شهدها الأردن منذ تأسيسه ويرصد التحولات الاقتصادية التي تجسدت عبر الانتقال من نمط البداوة إلى النمطين الريفي والمدني و ما صاحب ذلك من تحول لطبيعة الحياة في عمّان التي انتقل اليها البدو و الريفيون مشدودين لمغريات الحداثة والحاجات الاقتصادية والتعليمية، وانخرط قسم منهم في النشاط السياسي لتغدو عمّان مركز الثقل الاقتصادي والسياسي في البلاد.

## بطولة
قمر خلف، وائل نجم، لارا الصفدي، زهير النوباني، نادرة عمران، عبد الكريم القواسمي، كندة علوش، محمد القباني، أيمن غرير، ويوسف كيوان.

## الجوائز
حصل المسلسل على الجائزة الذهبية للإخراج لأفضل عمل اجتماعي في مهرجان القاهرة العربي للإعلام عام 2009.